# Віоне
Віоне (італ. Vione) — муніципалітет в Італії, у регіоні Ломбардія, провінція Брешія.
Віоне розташоване на відстані близько 520 км на північ від Рима, 135 км на північний схід від Мілана, 85 км на північ від Брешії.
Населення — 691 особа (2014).
Щорічний фестиваль відбувається другої неділі вересня. Покровитель — San Remigio.

## Демографія
Населення за роками:

Станом на 1 січня 2023 року в муніципалітеті офіційно проживало 16 іноземців з 6 країн, серед них 8 громадян країн Євросоюзу.

## Сусідні муніципалітети
- Едоло
- Понте-ді-Леньо
- Тему
- Вецца-д'Ольйо